# 1969 في فرنسا
فيما يلي قوائم الأحداث التي وقعت خلال عام 1969 في فرنسا.

## سياسة

### تعيين في المنصب
- 1 يناير – ميشال جوبرت General secretary of the Presidency of the Republic  [لغات أخرى]‏.
- 28 أبريل – آلان بوهر رئيس فرنسا.
- 20 يونيو – جاك شابان دلماس رئيس الوزراء الفرنسي.
- 20 يونيو – جورج بومبيدو رئيس فرنسا.
- 20 يونيو – فاليري جيسكار ديستان وزير الاقتصاد والمالية والصناعة  [لغات أخرى]‏.
- 26 أكتوبر – ميشال روكار نائب فرنسي.

### انتهاء فترة المنصب
- 14 فبراير – جورج كاترو Grand Chancellor of the Legion of Honour ‏.
- 28 أبريل – إيفون ديغول spouse of the President of France  [لغات أخرى]‏.
- 28 أبريل – شارل ديغول رئيس فرنسا.
- 20 يونيو – آلان بوهر رئيس فرنسا.
- 20 يونيو – أندريه مالرو وزير دولة  [لغات أخرى]‏.

## رياضة
- 1 يناير – دورة فرنسا المفتوحة 1969
- 6 يوليو – جائزة فرنسا الكبرى 1969 الفائز جاكي ستيورات.

## أفلام
من الأفلام التي صدرت هذه السنة في فرنسا:
- 1 يناير – حوض سباحة من إخراج جاك ديري.
- 1 يناير – زد من إخراج كوستا غافراس.

## موسيقى

### أغاني
من الأغاني التي صدرت هذه السنة في فرنسا:
- 1 يناير – ماي واي من غناء كلود فرانسوا.

## مواليد

### يناير
- 14 يناير – إريك تابوردا لاعب كرة قدم اسكتلندي.[1]
- 21 يناير – كارينا لومبارد ممثلة أمريكية.

### فبراير
- 5 فبراير – فريديريك ماغني
- 15 فبراير – ايدي سينيور

### أبريل
- 1 أبريل – أرنو بوتش لاعب كرة مضرب فرنسي.
- 1 أبريل – جان ميشال بايل
- 1 أبريل – نبيل عيوش[2]
- 14 أبريل – جان لوك ماسدوبوي درّاج طريق فرنسي.
- 15 أبريل – برونو لو مير منيح.[3]

### مايو
- 8 مايو – فابريس تيوزو ملاكم فرنسي.
- 10 مايو – بوب سينكلير[4]
- 14 مايو – ستيفان آدم لاعب كرة قدم فرنسي.[5]
- 26 مايو – أوليفييه ساركوزي

### يونيو
- 9 يونيو – ديفيد كيج
- 9 يونيو – كريستوف ديلموتي لاعب كرة قدم فرنسي.[6]
- 13 يونيو – فيرجيني دبانت[7]
- 14 يونيو – جاكسون ريتشاردسون لاعب كرة يد فرنسي.[8]
- 15 يونيو – سيدريك بيولين لاعب كرة مضرب فرنسي.

### يوليو
- 11 يوليو – كورينتين مارتينز لاعب كرة قدم فرنسي.[9]
- 12 يوليو – شانتال جوانو سياسية فرنسية.[10]
- 23 يوليو – ستيفان دياغانا رياضي فرنسي.[11]

### أغسطس
- 27 أغسطس – جان سيريل روبن

### سبتمبر
- 18 سبتمبر – ستيفان لانوي حكم كرة قدم فرنسي.
- 23 سبتمبر – باتريك فيوري مغني فرنسي.[12]

### أكتوبر
- 2 أكتوبر – لورينت ديبروسي لاعب كرة قدم فرنسي.[13]
- 27 أكتوبر – كريستوف ليستراد لاعب كرة قدم فرنسي.[14]

### نوفمبر
- 7 نوفمبر – هيلين غريمو عازفة بيانو فرنسية.[15]

### ديسمبر
- 6 ديسمبر – كريستوف أجنولوتو دراج فرنسي.
- 9 ديسمبر – بوريس بويون دبلوماسي فرنسي.
- 9 ديسمبر – بيسنتي ليزارازو لاعب كرة قدم فرنسي.[16]
- 17 ديسمبر – لوران غويو[17]
- 21 ديسمبر – جولي دلبي[18]
- 31 ديسمبر – ان لي ني[19]

## وفيات

### مارس
- 12 مارس – أندريه سالمون (مواليد 1881) شاعر فرنسي.[20]

### أبريل
- 23 أبريل – غابيريل بونور (مواليد 1886) كاتب فرنسي.[21]

### يونيو
- 27 يونيو – رالف حبيب (مواليد 1912)

### يوليو
- 16 يوليو – أندريه روتس (مواليد 1900) ملاكم فرنسي.[22]

### أكتوبر
- 4 أكتوبر – ليون برويون (مواليد 1889) فيزيائي فرنسي.[23]

### نوفمبر
- 9 نوفمبر – هنري ماسيه (مواليد 1886) مستشرق فرنسي.[24]
- 19 نوفمبر - كميل أرامبورغ، إحاثي فرنسي.
- 29 نوفمبر – لويس إمبرغر (مواليد 1897) عالم نبات فرنسي.[25]

### ديسمبر
- 11 ديسمبر – جنفياف فوكونييه (مواليد 1886) كاتبة فرنسية.[26]
- 21 ديسمبر – جورج كاترو (مواليد 1877) دبلوماسي فرنسي.[27]